# Heinkel P. 1077
Heinkel P.1077 — проект компании Heinkel по разработке перехватчика для Люфтваффе . Это был один из конкурирующих самолётов в «программе аварийных истребителей» (Jägernotprogramm) Имперского министерства авиации.

## Варианты
Планировалось два варианта:
- P.1077 Julia I и Julia II — перехватчик с ракетным двигателем Walter HWK 509 . [ 2 ]
- Перехватчик P.1077 Romeo — Jet с двигателем Argus As 014.

## Разработка
В начале лета 1944 года авиазавод «Эрнст Хейнкель» в Вене под руководством В. Бенца и доктора К. Герлофф разработал проект истребителя защиты объектов с ракетным двигателем — P.1077 Julia — в рамках "чрезвычайной истребительной программы " . Первоначально работы велись под номером проекта 1068, а после того, как после совещания 8 сентября 1944 года представители Имперского министерства авиации (RLM) разместили условный заказ на разработку и постройку 20 моделей самолетов под типовым обозначением RLM 8- Р.1068 . В конце месяца он был изменен на 8-P.1077, поскольку P.1068 был передан в более поздний проект Heinkel He 343 . Летчик, лежавший в кабине, должен был стартовать с помощью четырех запускаемых вспомогательных ракет на сбрасываемых салазках и быстро достигать больших высот при почти вертикальном наборе высоты; Тогда для боевых действий должно быть доступно пять минут полетного времени. Приземление должно производиться с планированием на лыжу. Также существовал проект «Джулии» с сидящим пилотом и соответственно изогнутой кабиной, а также самолет с импульсной тягой в задней части фюзеляжа вместо ракетного двигателя, также в сидячем положении и получивший название «Ромео» .
К концу войны был завершен только макет модели, но он сгорел во время бомбардировки Вены союзниками в декабре 1944 года. Начавшееся строительство двух безмоторных прототипов версии модели М2 было остановлено на завершающей стадии строительства (они были завершены на 90 %).
| Длина, м                                | 6,47                                   |
| Размах крыла, м                         | 4,6                                    |
| Максимальная взлетная масса, кг         | 1800                                   |
| Количество двигателей х тяга, кг        | 1 ЖРД х 1700 4 стартовые ракеты х 1200 |
| Макс. скорость полета (расчетная), км/ч | 1000                                   |
| Скороподъемность (начальная), м/с       | 200                                    |
| Практический потолок, м                 | 15000                                  |
| Радиус действия на высоте 12 000 м, км  | 50-75                                  |
| Вооружение                              | 3 х 30-мм авиапушки MK 108             |
| Экипаж, чел.                            | 1                                      |